# Primulina spadiciformis
Primulina spadiciformis là một loài thực vật có hoa trong họ Tai voi (Gesneriaceae). Loài này có ở Quảng Tây (Trung Quốc); được W.T.Wang mô tả khoa học đầu tiên năm 1985 dưới danh pháp Chirita spadiciformis. Năm 2011, Mich.Möller & A.Weber chuyển nó sang chi Primulina.